# Гулевич Віктор Володимирович
Віктор Володимирович Гулевич (біл. Віктар Уладзіміравіч Гулевіч, нар. 14 травня 1969, с. Велика Падер, Слуцький район, Мінська область, БРСР, СРСР) — білоруський воєначальник, генерал-майор (2020). Кандидат військових наук (2018), заслужений спеціаліст Збройних Сил Республіки Білорусь.

## Біографія
Народився в 1969 році в селі Велика Падер Слуцького району Мінської області Білоруської РСР. Після навчання в середній школі вступив до Московського вищого загальновійськового командного училища ім. Верховної Ради РРФСР, яку закінчив із червоним дипломом в 1990 році.
Службу розпочав командиром мотострілецького взводу в Західній групі військ у Німеччина. Потім проходив службу в Збройних силах РФ у Закавказькому військовому окрузі.
Після розпаду СРСР, повернувся на батьківщину, де пройшов шлях від командира взводу до командира парашутно-десантного полку 103-ї окремої гвардійської повітрянодесантної дивізії.
У 2002 році закінчив із золотою медаллю Командно-штабний факультет Військової академії Республіки Білорусь. Проходив службу на різних командних посадах, у тому числі начальник штабу-перший заступник командира 38-ї окремої гвардійської десантно-штурмової бригади і командира 38-ї окремої гвардійської десантно-штурмової бригади.
У 2017 році закінчив факультет Генерального штабу Збройних сил Республіки Білорусь.
У 2018 році захистив наукову дисертацію, ставши кандидатом військових наук.
Призначений на посаду начальника штабу — першого заступника командувача силами спеціальних операцій (ССО) Збройних сил Республіки Білорусь.
У лютому 2020 року був призначений командувачем військами Західного оперативного командування Збройних сил Республіки Білорусь. 18 червня 2020 року присвоєно військове звання генерал-майор.
11 березня 2021 року призначений Начальником Генерального штабу — першим заступником Міністра оборони Республіки Білорусь. 
10 травня 2024 року звільнений з посади та звільнений з військової служби у запас за віком з правом носіння військової форми одягу.

## Особисте життя
Дружина — Вікторія Львівна Гулевич, військовослужбовець. Двоє дітей, син Сергій і дочка Анна.

## Нагорода
- Заслужений спеціаліст Збройних Сил Республіки Білорусь (2019)[8],
- Орден «За службу Батьківщині» III ступеня (2012),
- Медаль «За бездоганну службу» (I, ІІ, ІІІ ступенів)[9]
- Медалі СРСР,
- Медалі РБ.

## Санкції
Віктор Гулевич є частиною білоруської армії, яка підтримувала військову агресію Росії проти України. На цій посаді він підтримував, контролював та публічно коментував спільні білорусько-російські військові навчання, які підготували та сприяли російській військовій агресії 24 лютого 2022 року проти України.
Віктор Гулевич перебуває під санкціями Євросоюзу, Великобританії, Японії, Швейцарії, Канади, Австралії, Нової Зеландії та України.